# Nomada decempunctata
Nomada decempunctata är en biart som beskrevs av Cockerell 1903. Nomada decempunctata ingår i släktet gökbin, och familjen långtungebin. Inga underarter finns listade i Catalogue of Life.